# 豊橋市立本郷中学校
豊橋市立本郷中学校（とよはししりつほんごうちゅうがっこう）は愛知県豊橋市高師本郷町にある公立中学校。

## 教育目標
- 心豊かな思いやりのある生徒
- よく考え自ら学ぶ生徒
- 健康でたくましい生徒[1]

## 部活動
- 野球部　2008年東海中学総体で3位を獲得。2009年FINS大会で優勝。
- 陸上部　個人で全国大会優勝を果たすなど好成績を残している。
- サッカー部 - 休部中
- バスケットボール部
- バレーボール部　多くの大会で入賞している。
- ソフトテニス部　秋の新人戦で団体優勝をしている。
- 卓球部　2008年市内総体で団体優勝している。また、2024年には東三総体で団体優勝している。
- 剣道部
- 柔道部
- 水泳部  2013年には市内総体で男子総合優勝を果たした。
- 吹奏楽部
- 美術部
- マルチメディア部　タイピング練習などや文化祭の動画作成などをする部活である。別名マルチ。

## 沿革
- 1986年（昭和61年）4月 - 創立。マンモス校解消を目的に高師台中学校から分離[2]。

## 所在地
- 〒441-8153 愛知県豊橋市高師本郷町字竹ノ内90番地1

## アクセス
- 豊鉄バス三本木線
  - 紫雲寺バス停下車、徒歩約5分
- 豊橋鉄道渥美線
  - 芦原駅下車、徒歩約25分